# Arctic Race of Norway 2021
Arctic Race of Norway 2021 – 8. edycja wyścigu kolarskiego Arctic Race of Norway, która odbyła się w dniach od 5 do 9 sierpnia 2021 na liczącej ponad 647 kilometrów trasie składającej się z 4 etapów i biegnącej z Tromsø do Harstad. Impreza kategorii 2.Pro była częścią UCI ProSeries 2021.

## Etapy
| Etap | Data  | Start – Meta               | type        | Dystans (km) | Zwycięzca etapu   | Lider              |
| ---- | ----- | -------------------------- | ----------- | ------------ | ----------------- | ------------------ |
| 1    | 5 sie | Tromsø – Tromsø            | pagórkowaty | 166          | Markus Hoelgaard  | Markus Hoelgaard   |
| 2    | 6 sie | Nordkjosbotn – Kilpisjärvi | pagórkowaty | 172          | Martin Laas       | Alexander Kristoff |
| 3    | 7 sie | Finnsnes – Målselv         | górski      | 148,5        | Ben Hermans       | Ben Hermans        |
| 4    | 8 sie | Gratangen – Harstad        | pagórkowaty | 161          | Philipp Walsleben | Ben Hermans        |

## Uczestnicy

### Drużyny
| WorldTeams (7)- AG2R Citroën Team - Astana-Premier Tech - Bora-Hansgrohe - Cofidis - Intermarché-Wanty-Gobert Matériaux - Israel Start-Up Nation - Qhubeka NextHash ProTeams (10)- Alpecin-Fenix - B&B Hotels p/b KTM - Bingoal Pauwels Sauces WB - Burgos-BH - Delko - Euskaltel-Euskadi - Sport Vlaanderen-Baloise - Arkéa-Samsic - TotalEnergies - Uno-X Pro Cycling Team Continental team- Coop Reprezentacja- Norwegia |
| |

### Lista startowa
| Norwegia NOR | Norwegia NOR            | Norwegia NOR |
| ------------ | ----------------------- | ------------ |
| Nr           | Kolarz                  | Miejsce      |
| 1            | Alexander Kristoff      | 23.          |
| 2            | Sven Erik Bystrøm       | 19.          |
| 3            | André Drege             | 46.          |
| 4            | Ludvik Aspelund Holstad | 90.          |
| 5            | Ådne Holter             | 93.          |
| 6            | Andreas Leknessund      | 7.           |

| Astana-Premier Tech APT | Astana-Premier Tech APT   | Astana-Premier Tech APT |
| ----------------------- | ------------------------- | ----------------------- |
| Nr                      | Kolarz                    | Miejsce                 |
| 11                      | Fabio Felline (ITA)       | 16.                     |
| 12                      | Samuele Battistella (ITA) | 4.                      |
| 13                      | Gleb Brusienski (KAZ)     | 72.                     |
| 14                      | Stefan de Bod (RSA)       | 11.                     |
| 15                      | Jewgienij Gidicz (KAZ)    | 53.                     |
| 16                      | Benjamin Perry (CAN)      | 31.                     |

| Arkéa-Samsic ARK | Arkéa-Samsic ARK       | Arkéa-Samsic ARK |
| ---------------- | ---------------------- | ---------------- |
| Nr               | Kolarz                 | Miejsce          |
| 21               | Warren Barguil (FRA)   | 8.               |
| 22               | Christophe Noppe (BEL) | 71.              |
| 23               | Laurent Pichon (FRA)   | 29.              |
| 24               | Alan Riou (FRA)        | 85.              |
| 25               | Clément Russo (FRA)    | 58.              |
| 26               | Bram Welten (NED)      | 87.              |

| Israel Start-Up Nation ISN | Israel Start-Up Nation ISN | Israel Start-Up Nation ISN |
| -------------------------- | -------------------------- | -------------------------- |
| Nr                         | Kolarz                     | Miejsce                    |
| 31                         | Ben Hermans (BEL)          | 1.                         |
| 32                         | Rudy Barbier (FRA)         | DNF-4                      |
| 33                         | Sebastian Berwick (AUS)    | 60.                        |
| 34                         | Gaj Sagiw (ISR)            | 101.                       |
| 35                         | Tom Van Asbroeck (BEL)     | 47.                        |
| 36                         | Rick Zabel (GER)           | 66.                        |

| Uno-X Pro Cycling Team UXT | Uno-X Pro Cycling Team UXT  | Uno-X Pro Cycling Team UXT |
| -------------------------- | --------------------------- | -------------------------- |
| Nr                         | Kolarz                      | Miejsce                    |
| 41                         | Markus Hoelgaard (NOR)      | 12.                        |
| 42                         | Erik Nordsæter Resell (NOR) | 44.                        |
| 43                         | Torjus Sleen (NOR)          | 21.                        |
| 44                         | Torstein Træen (NOR)        | 10.                        |
| 45                         | Søren Wærenskjold (NOR)     | 62.                        |
| 46                         | Syver Wærsted (NOR)         | 64.                        |

| Intermarché-Wanty-Gobert Matériaux IWG | Intermarché-Wanty-Gobert Matériaux IWG | Intermarché-Wanty-Gobert Matériaux IWG |
| -------------------------------------- | -------------------------------------- | -------------------------------------- |
| Nr                                     | Kolarz                                 | Miejsce                                |
| 51                                     | Odd Christian Eiking (NOR)             | 2.                                     |
| 52                                     | Aimé De Gendt (BEL)                    | 40.                                    |
| 53                                     | Tom Devriendt (BEL)                    | 99.                                    |
| 54                                     | Baptiste Planckaert (BEL)              | 76.                                    |
| 55                                     | Boy van Poppel (NED)                   | 81.                                    |
| 56                                     | Danny van Poppel (NED)                 | 57.                                    |

| B&B Hotels p/b KTM BBK | B&B Hotels p/b KTM BBK | B&B Hotels p/b KTM BBK |
| ---------------------- | ---------------------- | ---------------------- |
| Nr                     | Kolarz                 | Miejsce                |
| 61                     | Bryan Coquard (FRA)    | 32.                    |
| 62                     | Bert De Backer (BEL)   | 96.                    |
| 63                     | Jens Debusschere (BEL) | 80.                    |
| 64                     | Cyril Gautier (FRA)    | 50.                    |
| 65                     | Jonathan Hivert (FRA)  | 84.                    |
| 66                     | Julien Morice (FRA)    | DNS-2                  |

| TotalEnergies TDE | TotalEnergies TDE          | TotalEnergies TDE |
| ----------------- | -------------------------- | ----------------- |
| Nr                | Kolarz                     | Miejsce           |
| 71                | Edvald Boasson Hagen (NOR) | 33.               |
| 72                | Mathieu Burgaudeau (FRA)   | 13.               |
| 73                | Valentin Ferron (FRA)      | DNS-3             |
| 74                | Cristián Rodríguez (ESP)   | DNF-2             |
| 75                | Niki Terpstra (NED)        | 54.               |
| 76                | Dries Van Gestel (BEL)     | DNS-4             |

| AG2R Citroën Team ACT | AG2R Citroën Team ACT   | AG2R Citroën Team ACT |
| --------------------- | ----------------------- | --------------------- |
| Nr                    | Kolarz                  | Miejsce               |
| 81                    | Oliver Naesen (BEL)     | 36.                   |
| 82                    | Stan Dewulf (BEL)       | 27.                   |
| 83                    | Julien Duval (FRA)      | 98.                   |
| 84                    | Alexis Gougeard (FRA)   | 69.                   |
| 85                    | Lawrence Naesen (BEL)   | 41.                   |
| 86                    | Clément Venturini (FRA) | 24.                   |

| Bora-Hansgrohe BOH | Bora-Hansgrohe BOH        | Bora-Hansgrohe BOH |
| ------------------ | ------------------------- | ------------------ |
| Nr                 | Kolarz                    | Miejsce            |
| 91                 | Martin Laas (EST)         | 82.                |
| 92                 | Erik Baška (SVK)          | DNF-4              |
| 93                 | Juraj Sagan (SVK)         | 94.                |
| 94                 | Andreas Schillinger (GER) | 89.                |
| 95                 | Rüdiger Selig (GER)       | 59.                |

| Cofidis COF | Cofidis COF               | Cofidis COF |
| ----------- | ------------------------- | ----------- |
| Nr          | Kolarz                    | Miejsce     |
| 101         | Victor Lafay (FRA)        | 3.          |
| 102         | Thomas Champion (FRA)     | 55.         |
| 103         | Jean-Pierre Drucker (LUX) | 70.         |
| 104         | Nathan Haas (AUS)         | 63.         |
| 105         | André Carvalho (POR)      | DNS-3       |
| 106         | Axel Zingle (FRA)         | 22.         |

| Qhubeka NextHash TQA | Qhubeka NextHash TQA  | Qhubeka NextHash TQA |
| -------------------- | --------------------- | -------------------- |
| Nr                   | Kolarz                | Miejsce              |
| 111                  | Henok Mulubrhan (ERI) | 28.                  |
| 112                  | Dimitri Claeys (BEL)  | 20.                  |
| 113                  | Luca Coati (ITA)      | 73.                  |
| 114                  | Harry Tanfield (GBR)  | 83.                  |
| 115                  | Karel Vacek (CZE)     | DNF-2                |

| Alpecin-Fenix AFC | Alpecin-Fenix AFC       | Alpecin-Fenix AFC |
| ----------------- | ----------------------- | ----------------- |
| Nr                | Kolarz                  | Miejsce           |
| 121               | Petr Vakoč (CZE)        | 17.               |
| 122               | Jimmy Janssens (BEL)    | 56.               |
| 123               | Marcel Meisen (GER)     | 68.               |
| 124               | Lubomír Petruš (CZE)    | 75.               |
| 125               | Oscar Riesebeek (NED)   | 25.               |
| 126               | Philipp Walsleben (GER) | 51.               |

| Delko DKO | Delko DKO                  | Delko DKO |
| --------- | -------------------------- | --------- |
| Nr        | Kolarz                     | Miejsce   |
| 131       | Alessandro Fedeli (ITA)    | 37.       |
| 132       | Alexandre Delettre (FRA)   | 38.       |
| 133       | Eduard-Michael Grosu (ROU) | 92.       |
| 134       | Eduard Prades (ESP)        | 6.        |
| 135       | Dušan Rajović (SRB)        | 97.       |
| 136       | Julien Trarieux (FRA)      | 34.       |

| Sport Vlaanderen-Baloise SVB | Sport Vlaanderen-Baloise SVB | Sport Vlaanderen-Baloise SVB |
| ---------------------------- | ---------------------------- | ---------------------------- |
| Nr                           | Kolarz                       | Miejsce                      |
| 141                          | Jens Reynders (BEL)          | 78.                          |
| 142                          | Cédric Beullens (BEL)        | 39.                          |
| 143                          | Alex Colman (BEL)            | 45.                          |
| 144                          | Sander De Pestel (BEL)       | 49.                          |
| 145                          | Arne Marit (BEL)             | 35.                          |
| 146                          | Ward Vanhoof (BEL)           | 42.                          |

| Bingoal Pauwels Sauces WB BWB | Bingoal Pauwels Sauces WB BWB | Bingoal Pauwels Sauces WB BWB |
| ----------------------------- | ----------------------------- | ----------------------------- |
| Nr                            | Kolarz                        | Miejsce                       |
| 151                           | Arjen Livyns (BEL)            | 18.                           |
| 152                           | Ceriel Desal (BEL)            | 103.                          |
| 153                           | Sean De Bie (BEL)             | 77.                           |
| 154                           | Rémy Mertz (BEL)              | 43.                           |
| 155                           | Dimitri Peyskens (BEL)        | 26.                           |
| 156                           | Luc Wirtgen (LUX)             | 15.                           |

| Burgos-BH BBH | Burgos-BH BBH         | Burgos-BH BBH |
| ------------- | --------------------- | ------------- |
| Nr            | Kolarz                | Miejsce       |
| 161           | Manuel Peñalver (ESP) | 67.           |
| 162           | Rodrigo Álvarez (ESP) | 91.           |
| 163           | Jesús Ezquerra (ESP)  | 95.           |
| 164           | Ángel Fuentes (ESP)   | 65.           |
| 165           | Felipe Orts (ESP)     | 79.           |
| 166           | Pelayo Sánchez (ESP)  | 14.           |

| Euskaltel-Euskadi EUS | Euskaltel-Euskadi EUS    | Euskaltel-Euskadi EUS |
| --------------------- | ------------------------ | --------------------- |
| Nr                    | Kolarz                   | Miejsce               |
| 171                   | Juan José Lobato (ESP)   | 86.                   |
| 172                   | Antonio Angulo (ESP)     | 30.                   |
| 173                   | Xabier Azparren (ESP)    | 102.                  |
| 174                   | Peio Goikoetxea (ESP)    | 100.                  |
| 175                   | Antonio Jesús Soto (ESP) | 48.                   |

| Coop TCO | Coop TCO               | Coop TCO |
| -------- | ---------------------- | -------- |
| Nr       | Kolarz                 | Miejsce  |
| 181      | Fredrik Dversnes (NOR) | 61.      |
| 182      | Kristian Aasvold (NOR) | 5.       |
| 183      | Jacob Eriksson (SWE)   | 9.       |
| 184      | Tord Gudmestad (NOR)   | 74.      |
| 185      | Eirik Lunder (NOR)     | 88.      |
| 186      | Tore Andre Vabø (NOR)  | 52.      |

| Norwegia NOR | Norwegia NOR            | Norwegia NOR |
| ------------ | ----------------------- | ------------ |
| Nr           | Kolarz                  | Miejsce      |
| 1            | Alexander Kristoff      | 23.          |
| 2            | Sven Erik Bystrøm       | 19.          |
| 3            | André Drege             | 46.          |
| 4            | Ludvik Aspelund Holstad | 90.          |
| 5            | Ådne Holter             | 93.          |
| 6            | Andreas Leknessund      | 7.           |

| Astana-Premier Tech APT | Astana-Premier Tech APT   | Astana-Premier Tech APT |
| ----------------------- | ------------------------- | ----------------------- |
| Nr                      | Kolarz                    | Miejsce                 |
| 11                      | Fabio Felline (ITA)       | 16.                     |
| 12                      | Samuele Battistella (ITA) | 4.                      |
| 13                      | Gleb Brusienski (KAZ)     | 72.                     |
| 14                      | Stefan de Bod (RSA)       | 11.                     |
| 15                      | Jewgienij Gidicz (KAZ)    | 53.                     |
| 16                      | Benjamin Perry (CAN)      | 31.                     |

| Arkéa-Samsic ARK | Arkéa-Samsic ARK       | Arkéa-Samsic ARK |
| ---------------- | ---------------------- | ---------------- |
| Nr               | Kolarz                 | Miejsce          |
| 21               | Warren Barguil (FRA)   | 8.               |
| 22               | Christophe Noppe (BEL) | 71.              |
| 23               | Laurent Pichon (FRA)   | 29.              |
| 24               | Alan Riou (FRA)        | 85.              |
| 25               | Clément Russo (FRA)    | 58.              |
| 26               | Bram Welten (NED)      | 87.              |

| Israel Start-Up Nation ISN | Israel Start-Up Nation ISN | Israel Start-Up Nation ISN |
| -------------------------- | -------------------------- | -------------------------- |
| Nr                         | Kolarz                     | Miejsce                    |
| 31                         | Ben Hermans (BEL)          | 1.                         |
| 32                         | Rudy Barbier (FRA)         | DNF-4                      |
| 33                         | Sebastian Berwick (AUS)    | 60.                        |
| 34                         | Gaj Sagiw (ISR)            | 101.                       |
| 35                         | Tom Van Asbroeck (BEL)     | 47.                        |
| 36                         | Rick Zabel (GER)           | 66.                        |

| Uno-X Pro Cycling Team UXT | Uno-X Pro Cycling Team UXT  | Uno-X Pro Cycling Team UXT |
| -------------------------- | --------------------------- | -------------------------- |
| Nr                         | Kolarz                      | Miejsce                    |
| 41                         | Markus Hoelgaard (NOR)      | 12.                        |
| 42                         | Erik Nordsæter Resell (NOR) | 44.                        |
| 43                         | Torjus Sleen (NOR)          | 21.                        |
| 44                         | Torstein Træen (NOR)        | 10.                        |
| 45                         | Søren Wærenskjold (NOR)     | 62.                        |
| 46                         | Syver Wærsted (NOR)         | 64.                        |

| Intermarché-Wanty-Gobert Matériaux IWG | Intermarché-Wanty-Gobert Matériaux IWG | Intermarché-Wanty-Gobert Matériaux IWG |
| -------------------------------------- | -------------------------------------- | -------------------------------------- |
| Nr                                     | Kolarz                                 | Miejsce                                |
| 51                                     | Odd Christian Eiking (NOR)             | 2.                                     |
| 52                                     | Aimé De Gendt (BEL)                    | 40.                                    |
| 53                                     | Tom Devriendt (BEL)                    | 99.                                    |
| 54                                     | Baptiste Planckaert (BEL)              | 76.                                    |
| 55                                     | Boy van Poppel (NED)                   | 81.                                    |
| 56                                     | Danny van Poppel (NED)                 | 57.                                    |

| B&B Hotels p/b KTM BBK | B&B Hotels p/b KTM BBK | B&B Hotels p/b KTM BBK |
| ---------------------- | ---------------------- | ---------------------- |
| Nr                     | Kolarz                 | Miejsce                |
| 61                     | Bryan Coquard (FRA)    | 32.                    |
| 62                     | Bert De Backer (BEL)   | 96.                    |
| 63                     | Jens Debusschere (BEL) | 80.                    |
| 64                     | Cyril Gautier (FRA)    | 50.                    |
| 65                     | Jonathan Hivert (FRA)  | 84.                    |
| 66                     | Julien Morice (FRA)    | DNS-2                  |

| TotalEnergies TDE | TotalEnergies TDE          | TotalEnergies TDE |
| ----------------- | -------------------------- | ----------------- |
| Nr                | Kolarz                     | Miejsce           |
| 71                | Edvald Boasson Hagen (NOR) | 33.               |
| 72                | Mathieu Burgaudeau (FRA)   | 13.               |
| 73                | Valentin Ferron (FRA)      | DNS-3             |
| 74                | Cristián Rodríguez (ESP)   | DNF-2             |
| 75                | Niki Terpstra (NED)        | 54.               |
| 76                | Dries Van Gestel (BEL)     | DNS-4             |

| AG2R Citroën Team ACT | AG2R Citroën Team ACT   | AG2R Citroën Team ACT |
| --------------------- | ----------------------- | --------------------- |
| Nr                    | Kolarz                  | Miejsce               |
| 81                    | Oliver Naesen (BEL)     | 36.                   |
| 82                    | Stan Dewulf (BEL)       | 27.                   |
| 83                    | Julien Duval (FRA)      | 98.                   |
| 84                    | Alexis Gougeard (FRA)   | 69.                   |
| 85                    | Lawrence Naesen (BEL)   | 41.                   |
| 86                    | Clément Venturini (FRA) | 24.                   |

| Bora-Hansgrohe BOH | Bora-Hansgrohe BOH        | Bora-Hansgrohe BOH |
| ------------------ | ------------------------- | ------------------ |
| Nr                 | Kolarz                    | Miejsce            |
| 91                 | Martin Laas (EST)         | 82.                |
| 92                 | Erik Baška (SVK)          | DNF-4              |
| 93                 | Juraj Sagan (SVK)         | 94.                |
| 94                 | Andreas Schillinger (GER) | 89.                |
| 95                 | Rüdiger Selig (GER)       | 59.                |

| Cofidis COF | Cofidis COF               | Cofidis COF |
| ----------- | ------------------------- | ----------- |
| Nr          | Kolarz                    | Miejsce     |
| 101         | Victor Lafay (FRA)        | 3.          |
| 102         | Thomas Champion (FRA)     | 55.         |
| 103         | Jean-Pierre Drucker (LUX) | 70.         |
| 104         | Nathan Haas (AUS)         | 63.         |
| 105         | André Carvalho (POR)      | DNS-3       |
| 106         | Axel Zingle (FRA)         | 22.         |

| Qhubeka NextHash TQA | Qhubeka NextHash TQA  | Qhubeka NextHash TQA |
| -------------------- | --------------------- | -------------------- |
| Nr                   | Kolarz                | Miejsce              |
| 111                  | Henok Mulubrhan (ERI) | 28.                  |
| 112                  | Dimitri Claeys (BEL)  | 20.                  |
| 113                  | Luca Coati (ITA)      | 73.                  |
| 114                  | Harry Tanfield (GBR)  | 83.                  |
| 115                  | Karel Vacek (CZE)     | DNF-2                |

| Alpecin-Fenix AFC | Alpecin-Fenix AFC       | Alpecin-Fenix AFC |
| ----------------- | ----------------------- | ----------------- |
| Nr                | Kolarz                  | Miejsce           |
| 121               | Petr Vakoč (CZE)        | 17.               |
| 122               | Jimmy Janssens (BEL)    | 56.               |
| 123               | Marcel Meisen (GER)     | 68.               |
| 124               | Lubomír Petruš (CZE)    | 75.               |
| 125               | Oscar Riesebeek (NED)   | 25.               |
| 126               | Philipp Walsleben (GER) | 51.               |

| Delko DKO | Delko DKO                  | Delko DKO |
| --------- | -------------------------- | --------- |
| Nr        | Kolarz                     | Miejsce   |
| 131       | Alessandro Fedeli (ITA)    | 37.       |
| 132       | Alexandre Delettre (FRA)   | 38.       |
| 133       | Eduard-Michael Grosu (ROU) | 92.       |
| 134       | Eduard Prades (ESP)        | 6.        |
| 135       | Dušan Rajović (SRB)        | 97.       |
| 136       | Julien Trarieux (FRA)      | 34.       |

| Sport Vlaanderen-Baloise SVB | Sport Vlaanderen-Baloise SVB | Sport Vlaanderen-Baloise SVB |
| ---------------------------- | ---------------------------- | ---------------------------- |
| Nr                           | Kolarz                       | Miejsce                      |
| 141                          | Jens Reynders (BEL)          | 78.                          |
| 142                          | Cédric Beullens (BEL)        | 39.                          |
| 143                          | Alex Colman (BEL)            | 45.                          |
| 144                          | Sander De Pestel (BEL)       | 49.                          |
| 145                          | Arne Marit (BEL)             | 35.                          |
| 146                          | Ward Vanhoof (BEL)           | 42.                          |

| Bingoal Pauwels Sauces WB BWB | Bingoal Pauwels Sauces WB BWB | Bingoal Pauwels Sauces WB BWB |
| ----------------------------- | ----------------------------- | ----------------------------- |
| Nr                            | Kolarz                        | Miejsce                       |
| 151                           | Arjen Livyns (BEL)            | 18.                           |
| 152                           | Ceriel Desal (BEL)            | 103.                          |
| 153                           | Sean De Bie (BEL)             | 77.                           |
| 154                           | Rémy Mertz (BEL)              | 43.                           |
| 155                           | Dimitri Peyskens (BEL)        | 26.                           |
| 156                           | Luc Wirtgen (LUX)             | 15.                           |

| Burgos-BH BBH | Burgos-BH BBH         | Burgos-BH BBH |
| ------------- | --------------------- | ------------- |
| Nr            | Kolarz                | Miejsce       |
| 161           | Manuel Peñalver (ESP) | 67.           |
| 162           | Rodrigo Álvarez (ESP) | 91.           |
| 163           | Jesús Ezquerra (ESP)  | 95.           |
| 164           | Ángel Fuentes (ESP)   | 65.           |
| 165           | Felipe Orts (ESP)     | 79.           |
| 166           | Pelayo Sánchez (ESP)  | 14.           |

| Euskaltel-Euskadi EUS | Euskaltel-Euskadi EUS    | Euskaltel-Euskadi EUS |
| --------------------- | ------------------------ | --------------------- |
| Nr                    | Kolarz                   | Miejsce               |
| 171                   | Juan José Lobato (ESP)   | 86.                   |
| 172                   | Antonio Angulo (ESP)     | 30.                   |
| 173                   | Xabier Azparren (ESP)    | 102.                  |
| 174                   | Peio Goikoetxea (ESP)    | 100.                  |
| 175                   | Antonio Jesús Soto (ESP) | 48.                   |

| Coop TCO | Coop TCO               | Coop TCO |
| -------- | ---------------------- | -------- |
| Nr       | Kolarz                 | Miejsce  |
| 181      | Fredrik Dversnes (NOR) | 61.      |
| 182      | Kristian Aasvold (NOR) | 5.       |
| 183      | Jacob Eriksson (SWE)   | 9.       |
| 184      | Tord Gudmestad (NOR)   | 74.      |
| 185      | Eirik Lunder (NOR)     | 88.      |
| 186      | Tore Andre Vabø (NOR)  | 52.      |

Legenda: DNF – nie ukończył etapu, OTL – przekroczył limit czasu, DNS – nie wystartował do etapu, DSQ – zdyskwalifikowany. Numer przy skrócie oznacza etap, na którym kolarz opuścił wyścig.

## Wyniki etapów

### Etap 1
| Tromsø - Tromsø | pagórkowaty | (166 km) |

| \| Klasyfikacja etapu \| Klasyfikacja etapu \| Klasyfikacja etapu \| Klasyfikacja etapu \| Klasyfikacja etapu \| \| Kolarz \| Kolarz \| Państwo \| Drużyna \| Czas \| \| ------------------ \| -------------------- \| ------------------ \| ---------------------------------- \| ------------------ \| \| 1. \| Markus Hoelgaard \| Norwegia \| Uno-X Pro Cycling Team \| 3h 11' 29" \| \| 2. \| Alexander Kristoff \| Norwegia \| Norwegia \| + 2" \| \| 3. \| Bryan Coquard \| Francja \| B&B Hotels p/b KTM \| + 2" \| \| 4. \| Antonio Jesús Soto \| Hiszpania \| Euskaltel-Euskadi \| + 2" \| \| 5. \| Kristian Aasvold \| Norwegia \| Team Coop \| + 2" \| \| 6. \| Antonio Angulo \| Hiszpania \| Euskaltel-Euskadi \| + 2" \| \| 7. \| Warren Barguil \| Francja \| Arkéa-Samsic \| + 2" \| \| 8. \| Clément Venturini \| Francja \| AG2R Citroën Team \| + 2" \| \| 9. \| Aimé De Gendt \| Belgia \| Intermarché-Wanty-Gobert Matériaux \| + 2" \| \| 10. \| Odd Christian Eiking \| Norwegia \| Intermarché-Wanty-Gobert Matériaux \| + 2" \| |                      |           |                                    |            |
| |                      |           |                                    |            |
| Źródło: ProCyclingStats |                      |           |                                    |            |
| Klasyfikacja etapu |                      |           |                                    |            |
| Kolarz | Kolarz               | Państwo   | Drużyna                            | Czas       |
| 1. | Markus Hoelgaard     | Norwegia  | Uno-X Pro Cycling Team             | 3h 11' 29" |
| 2. | Alexander Kristoff   | Norwegia  | Norwegia                           | + 2"       |
| 3. | Bryan Coquard        | Francja   | B&B Hotels p/b KTM                 | + 2"       |
| 4. | Antonio Jesús Soto   | Hiszpania | Euskaltel-Euskadi                  | + 2"       |
| 5. | Kristian Aasvold     | Norwegia  | Team Coop                          | + 2"       |
| 6. | Antonio Angulo       | Hiszpania | Euskaltel-Euskadi                  | + 2"       |
| 7. | Warren Barguil       | Francja   | Arkéa-Samsic                       | + 2"       |
| 8. | Clément Venturini    | Francja   | AG2R Citroën Team                  | + 2"       |
| 9. | Aimé De Gendt        | Belgia    | Intermarché-Wanty-Gobert Matériaux | + 2"       |
| 10. | Odd Christian Eiking | Norwegia  | Intermarché-Wanty-Gobert Matériaux | + 2"       |

| \| Klasyfikacja generalna \| Klasyfikacja generalna \| Klasyfikacja generalna \| Klasyfikacja generalna \| Klasyfikacja generalna \| \| Kolarz \| Kolarz \| Państwo \| Drużyna \| Czas \| \| ---------------------- \| ---------------------- \| ---------------------- \| ---------------------------------- \| ---------------------- \| \| 1. \| Markus Hoelgaard \| Norwegia \| Uno-X Pro Cycling Team \| 3h 11' 19" \| \| 2. \| Alexander Kristoff \| Norwegia \| Norwegia \| + 6" \| \| 3. \| Bryan Coquard \| Francja \| B&B Hotels p/b KTM \| + 8" \| \| 4. \| Kristian Aasvold \| Norwegia \| Team Coop \| + 9" \| \| 5. \| Samuele Battistella \| Włochy \| Astana-Premier Tech \| + 10" \| \| 6. \| Antonio Jesús Soto \| Hiszpania \| Euskaltel-Euskadi \| + 11" \| \| 7. \| Antonio Angulo \| Hiszpania \| Euskaltel-Euskadi \| + 12" \| \| 8. \| Warren Barguil \| Francja \| Arkéa-Samsic \| + 12" \| \| 9. \| Clément Venturini \| Francja \| AG2R Citroën Team \| + 12" \| \| 10. \| Aimé De Gendt \| Belgia \| Intermarché-Wanty-Gobert Matériaux \| + 12" \| |                     |           |                                    |            |
| |                     |           |                                    |            |
| Źródło: ProCyclingStats |                     |           |                                    |            |
| Klasyfikacja generalna |                     |           |                                    |            |
| Kolarz | Kolarz              | Państwo   | Drużyna                            | Czas       |
| 1. | Markus Hoelgaard    | Norwegia  | Uno-X Pro Cycling Team             | 3h 11' 19" |
| 2. | Alexander Kristoff  | Norwegia  | Norwegia                           | + 6"       |
| 3. | Bryan Coquard       | Francja   | B&B Hotels p/b KTM                 | + 8"       |
| 4. | Kristian Aasvold    | Norwegia  | Team Coop                          | + 9"       |
| 5. | Samuele Battistella | Włochy    | Astana-Premier Tech                | + 10"      |
| 6. | Antonio Jesús Soto  | Hiszpania | Euskaltel-Euskadi                  | + 11"      |
| 7. | Antonio Angulo      | Hiszpania | Euskaltel-Euskadi                  | + 12"      |
| 8. | Warren Barguil      | Francja   | Arkéa-Samsic                       | + 12"      |
| 9. | Clément Venturini   | Francja   | AG2R Citroën Team                  | + 12"      |
| 10. | Aimé De Gendt       | Belgia    | Intermarché-Wanty-Gobert Matériaux | + 12"      |

### Etap 2
| Nordkjosbotn - Kilpisjärvi | pagórkowaty | (172 km) |

| \| Klasyfikacja etapu \| Klasyfikacja etapu \| Klasyfikacja etapu \| Klasyfikacja etapu \| Klasyfikacja etapu \| \| Kolarz \| Kolarz \| Państwo \| Drużyna \| Czas \| \| ------------------ \| -------------------- \| ------------------ \| ---------------------------------- \| ------------------ \| \| 1. \| Martin Laas \| Estonia \| Bora-Hansgrohe \| 3h 56' 14" \| \| 2. \| Alexander Kristoff \| Norwegia \| Norwegia \| + 0" \| \| 3. \| Danny van Poppel \| Holandia \| Intermarché-Wanty-Gobert Matériaux \| + 0" \| \| 4. \| Rudy Barbier \| Francja \| Israel Start-Up Nation \| + 0" \| \| 5. \| Manuel Peñalver \| Hiszpania \| Burgos-BH \| + 0" \| \| 6. \| Arne Marit \| Belgia \| Sport Vlaanderen-Baloise \| + 0" \| \| 7. \| Tom Devriendt \| Belgia \| Intermarché-Wanty-Gobert Matériaux \| + 0" \| \| 8. \| Bram Welten \| Holandia \| Arkéa-Samsic \| + 0" \| \| 9. \| Edvald Boasson Hagen \| Norwegia \| TotalEnergies \| + 0" \| \| 10. \| Bryan Coquard \| Francja \| B&B Hotels p/b KTM \| + 0" \| |                      |           |                                    |            |
| |                      |           |                                    |            |
| Źródło: ProCyclingStats |                      |           |                                    |            |
| Klasyfikacja etapu |                      |           |                                    |            |
| Kolarz | Kolarz               | Państwo   | Drużyna                            | Czas       |
| 1. | Martin Laas          | Estonia   | Bora-Hansgrohe                     | 3h 56' 14" |
| 2. | Alexander Kristoff   | Norwegia  | Norwegia                           | + 0"       |
| 3. | Danny van Poppel     | Holandia  | Intermarché-Wanty-Gobert Matériaux | + 0"       |
| 4. | Rudy Barbier         | Francja   | Israel Start-Up Nation             | + 0"       |
| 5. | Manuel Peñalver      | Hiszpania | Burgos-BH                          | + 0"       |
| 6. | Arne Marit           | Belgia    | Sport Vlaanderen-Baloise           | + 0"       |
| 7. | Tom Devriendt        | Belgia    | Intermarché-Wanty-Gobert Matériaux | + 0"       |
| 8. | Bram Welten          | Holandia  | Arkéa-Samsic                       | + 0"       |
| 9. | Edvald Boasson Hagen | Norwegia  | TotalEnergies                      | + 0"       |
| 10. | Bryan Coquard        | Francja   | B&B Hotels p/b KTM                 | + 0"       |

| \| Klasyfikacja generalna \| Klasyfikacja generalna \| Klasyfikacja generalna \| Klasyfikacja generalna \| Klasyfikacja generalna \| \| Kolarz \| Kolarz \| Państwo \| Drużyna \| Czas \| \| ---------------------- \| ---------------------- \| ---------------------- \| ---------------------- \| ---------------------- \| \| 1. \| Alexander Kristoff \| Norwegia \| Norwegia \| 7h 07' 33" \| \| 2. \| Markus Hoelgaard \| Norwegia \| Uno-X Pro Cycling Team \| + 0" \| \| 3. \| Bryan Coquard \| Francja \| B&B Hotels p/b KTM \| + 8" \| \| 4. \| Kristian Aasvold \| Norwegia \| Team Coop \| + 9" \| \| 5. \| Samuele Battistella \| Włochy \| Astana-Premier Tech \| + 10" \| \| 6. \| Antonio Jesús Soto \| Hiszpania \| Euskaltel-Euskadi \| + 11" \| \| 7. \| Laurent Pichon \| Francja \| Arkéa-Samsic \| + 11" \| \| 8. \| Dries Van Gestel \| Belgia \| TotalEnergies \| + 12" \| \| 9. \| Antonio Angulo \| Hiszpania \| Euskaltel-Euskadi \| + 12" \| \| 10. \| Axel Zingle \| Francja \| Cofidis \| + 12" \| |                     |           |                        |            |
| |                     |           |                        |            |
| Źródło: ProCyclingStats |                     |           |                        |            |
| Klasyfikacja generalna |                     |           |                        |            |
| Kolarz | Kolarz              | Państwo   | Drużyna                | Czas       |
| 1. | Alexander Kristoff  | Norwegia  | Norwegia               | 7h 07' 33" |
| 2. | Markus Hoelgaard    | Norwegia  | Uno-X Pro Cycling Team | + 0"       |
| 3. | Bryan Coquard       | Francja   | B&B Hotels p/b KTM     | + 8"       |
| 4. | Kristian Aasvold    | Norwegia  | Team Coop              | + 9"       |
| 5. | Samuele Battistella | Włochy    | Astana-Premier Tech    | + 10"      |
| 6. | Antonio Jesús Soto  | Hiszpania | Euskaltel-Euskadi      | + 11"      |
| 7. | Laurent Pichon      | Francja   | Arkéa-Samsic           | + 11"      |
| 8. | Dries Van Gestel    | Belgia    | TotalEnergies          | + 12"      |
| 9. | Antonio Angulo      | Hiszpania | Euskaltel-Euskadi      | + 12"      |
| 10. | Axel Zingle         | Francja   | Cofidis                | + 12"      |

### Etap 3
| Finnsnes - Målselv | górski | (148,5 km) |

| \| Klasyfikacja etapu \| Klasyfikacja etapu \| Klasyfikacja etapu \| Klasyfikacja etapu \| Klasyfikacja etapu \| \| Kolarz \| Kolarz \| Państwo \| Drużyna \| Czas \| \| ------------------ \| -------------------- \| ------------------ \| ---------------------------------- \| ------------------ \| \| 1. \| Ben Hermans \| Belgia \| Israel Start-Up Nation \| 4h 14' 28" \| \| 2. \| Odd Christian Eiking \| Norwegia \| Intermarché-Wanty-Gobert Matériaux \| + 0" \| \| 3. \| Victor Lafay \| Francja \| Cofidis \| + 0" \| \| 4. \| Samuele Battistella \| Włochy \| Astana-Premier Tech \| + 12" \| \| 5. \| Eduard Prades \| Hiszpania \| Delko \| + 19" \| \| 6. \| Kristian Aasvold \| Norwegia \| Team Coop \| + 19" \| \| 7. \| Andreas Leknessund \| Norwegia \| Norwegia \| + 19" \| \| 8. \| Antonio Jesús Soto \| Hiszpania \| Euskaltel-Euskadi \| + 19" \| \| 9. \| Pelayo Sánchez \| Hiszpania \| Burgos-BH \| + 19" \| \| 10. \| Torstein Træen \| Norwegia \| Uno-X Pro Cycling Team \| + 22" \| |                      |           |                                    |            |
| |                      |           |                                    |            |
| Źródło: ProCyclingStats |                      |           |                                    |            |
| Klasyfikacja etapu |                      |           |                                    |            |
| Kolarz | Kolarz               | Państwo   | Drużyna                            | Czas       |
| 1. | Ben Hermans          | Belgia    | Israel Start-Up Nation             | 4h 14' 28" |
| 2. | Odd Christian Eiking | Norwegia  | Intermarché-Wanty-Gobert Matériaux | + 0"       |
| 3. | Victor Lafay         | Francja   | Cofidis                            | + 0"       |
| 4. | Samuele Battistella  | Włochy    | Astana-Premier Tech                | + 12"      |
| 5. | Eduard Prades        | Hiszpania | Delko                              | + 19"      |
| 6. | Kristian Aasvold     | Norwegia  | Team Coop                          | + 19"      |
| 7. | Andreas Leknessund   | Norwegia  | Norwegia                           | + 19"      |
| 8. | Antonio Jesús Soto   | Hiszpania | Euskaltel-Euskadi                  | + 19"      |
| 9. | Pelayo Sánchez       | Hiszpania | Burgos-BH                          | + 19"      |
| 10. | Torstein Træen       | Norwegia  | Uno-X Pro Cycling Team             | + 22"      |

| \| Klasyfikacja generalna \| Klasyfikacja generalna \| Klasyfikacja generalna \| Klasyfikacja generalna \| Klasyfikacja generalna \| \| Kolarz \| Kolarz \| Państwo \| Drużyna \| Czas \| \| ---------------------- \| ---------------------- \| ---------------------- \| ---------------------------------- \| ---------------------- \| \| 1. \| Ben Hermans \| Belgia \| Israel Start-Up Nation \| 11h 22' 03" \| \| 2. \| Odd Christian Eiking \| Norwegia \| Intermarché-Wanty-Gobert Matériaux \| + 4" \| \| 3. \| Victor Lafay \| Francja \| Cofidis \| + 6" \| \| 4. \| Samuele Battistella \| Włochy \| Astana-Premier Tech \| + 20" \| \| 5. \| Kristian Aasvold \| Norwegia \| Team Coop \| + 26" \| \| 6. \| Antonio Jesús Soto \| Hiszpania \| Euskaltel-Euskadi \| + 28" \| \| 7. \| Eduard Prades \| Hiszpania \| Delko \| + 29" \| \| 8. \| Andreas Leknessund \| Norwegia \| Norwegia \| + 29" \| \| 9. \| Warren Barguil \| Francja \| Arkéa-Samsic \| + 32" \| \| 10. \| Jacob Eriksson \| Szwecja \| Team Coop \| + 36" \| |                      |           |                                    |             |
| |                      |           |                                    |             |
| Źródło: ProCyclingStats |                      |           |                                    |             |
| Klasyfikacja generalna |                      |           |                                    |             |
| Kolarz | Kolarz               | Państwo   | Drużyna                            | Czas        |
| 1. | Ben Hermans          | Belgia    | Israel Start-Up Nation             | 11h 22' 03" |
| 2. | Odd Christian Eiking | Norwegia  | Intermarché-Wanty-Gobert Matériaux | + 4"        |
| 3. | Victor Lafay         | Francja   | Cofidis                            | + 6"        |
| 4. | Samuele Battistella  | Włochy    | Astana-Premier Tech                | + 20"       |
| 5. | Kristian Aasvold     | Norwegia  | Team Coop                          | + 26"       |
| 6. | Antonio Jesús Soto   | Hiszpania | Euskaltel-Euskadi                  | + 28"       |
| 7. | Eduard Prades        | Hiszpania | Delko                              | + 29"       |
| 8. | Andreas Leknessund   | Norwegia  | Norwegia                           | + 29"       |
| 9. | Warren Barguil       | Francja   | Arkéa-Samsic                       | + 32"       |
| 10. | Jacob Eriksson       | Szwecja   | Team Coop                          | + 36"       |

### Etap 4
| Gratangen - Harstad | pagórkowaty | (161 km) |

| \| Klasyfikacja etapu \| Klasyfikacja etapu \| Klasyfikacja etapu \| Klasyfikacja etapu \| Klasyfikacja etapu \| \| Kolarz \| Kolarz \| Państwo \| Drużyna \| Czas \| \| ------------------ \| --------------------- \| ------------------ \| ---------------------------------- \| ------------------ \| \| 1. \| Philipp Walsleben \| Niemcy \| Alpecin-Fenix \| 3h 41' 40" \| \| 2. \| Niki Terpstra \| Holandia \| TotalEnergies \| + 0" \| \| 3. \| Alexandre Delettre \| Francja \| Delko \| + 17" \| \| 4. \| Odd Christian Eiking \| Norwegia \| Intermarché-Wanty-Gobert Matériaux \| + 17" \| \| 5. \| Erik Nordsæter Resell \| Norwegia \| Uno-X Pro Cycling Team \| + 19" \| \| 6. \| Warren Barguil \| Francja \| Arkéa-Samsic \| + 19" \| \| 7. \| Axel Zingle \| Francja \| Cofidis \| + 19" \| \| 8. \| Bryan Coquard \| Francja \| B&B Hotels p/b KTM \| + 19" \| \| 9. \| Victor Lafay \| Francja \| Cofidis \| + 19" \| \| 10. \| Petr Vakoč \| Czechy \| Alpecin-Fenix \| + 19" \| |                       |          |                                    |            |
| |                       |          |                                    |            |
| Źródło: ProCyclingStats |                       |          |                                    |            |
| Klasyfikacja etapu |                       |          |                                    |            |
| Kolarz | Kolarz                | Państwo  | Drużyna                            | Czas       |
| 1. | Philipp Walsleben     | Niemcy   | Alpecin-Fenix                      | 3h 41' 40" |
| 2. | Niki Terpstra         | Holandia | TotalEnergies                      | + 0"       |
| 3. | Alexandre Delettre    | Francja  | Delko                              | + 17"      |
| 4. | Odd Christian Eiking  | Norwegia | Intermarché-Wanty-Gobert Matériaux | + 17"      |
| 5. | Erik Nordsæter Resell | Norwegia | Uno-X Pro Cycling Team             | + 19"      |
| 6. | Warren Barguil        | Francja  | Arkéa-Samsic                       | + 19"      |
| 7. | Axel Zingle           | Francja  | Cofidis                            | + 19"      |
| 8. | Bryan Coquard         | Francja  | B&B Hotels p/b KTM                 | + 19"      |
| 9. | Victor Lafay          | Francja  | Cofidis                            | + 19"      |
| 10. | Petr Vakoč            | Czechy   | Alpecin-Fenix                      | + 19"      |

## Klasyfikacje

### Klasyfikacja generalna
| \| Klasyfikacja generalna \| Klasyfikacja generalna \| Klasyfikacja generalna \| Klasyfikacja generalna \| Klasyfikacja generalna \| \| Kolarz \| Kolarz \| Państwo \| Drużyna \| Czas \| \| ---------------------- \| ---------------------- \| ---------------------- \| ---------------------------------- \| ---------------------- \| \| 1. \| Ben Hermans \| Belgia \| Israel Start-Up Nation \| 15h 04' 02" \| \| 2. \| Odd Christian Eiking \| Norwegia \| Intermarché-Wanty-Gobert Matériaux \| + 2" \| \| 3. \| Victor Lafay \| Francja \| Cofidis \| + 6" \| \| 4. \| Samuele Battistella \| Włochy \| Astana-Premier Tech \| + 20" \| \| 5. \| Kristian Aasvold \| Norwegia \| Team Coop \| + 26" \| \| 6. \| Eduard Prades \| Hiszpania \| Delko \| + 29" \| \| 7. \| Andreas Leknessund \| Norwegia \| Norwegia \| + 29" \| \| 8. \| Warren Barguil \| Francja \| Arkéa-Samsic \| + 32" \| \| 9. \| Jacob Eriksson \| Szwecja \| Team Coop \| + 36" \| \| 10. \| Torstein Træen \| Norwegia \| Uno-X Pro Cycling Team \| + 50" \| |                      |           |                                    |             |
| |                      |           |                                    |             |
| Źródło: ProCyclingStats |                      |           |                                    |             |
| Klasyfikacja generalna |                      |           |                                    |             |
| Kolarz | Kolarz               | Państwo   | Drużyna                            | Czas        |
| 1. | Ben Hermans          | Belgia    | Israel Start-Up Nation             | 15h 04' 02" |
| 2. | Odd Christian Eiking | Norwegia  | Intermarché-Wanty-Gobert Matériaux | + 2"        |
| 3. | Victor Lafay         | Francja   | Cofidis                            | + 6"        |
| 4. | Samuele Battistella  | Włochy    | Astana-Premier Tech                | + 20"       |
| 5. | Kristian Aasvold     | Norwegia  | Team Coop                          | + 26"       |
| 6. | Eduard Prades        | Hiszpania | Delko                              | + 29"       |
| 7. | Andreas Leknessund   | Norwegia  | Norwegia                           | + 29"       |
| 8. | Warren Barguil       | Francja   | Arkéa-Samsic                       | + 32"       |
| 9. | Jacob Eriksson       | Szwecja   | Team Coop                          | + 36"       |
| 10. | Torstein Træen       | Norwegia  | Uno-X Pro Cycling Team             | + 50"       |

| Klasyfikacja punktowa | Klasyfikacja punktowa | Klasyfikacja punktowa | Klasyfikacja punktowa              | Klasyfikacja punktowa |
| Kolarz                | Kolarz                | Państwo               | Drużyna                            | Punkty                |
| --------------------- | --------------------- | --------------------- | ---------------------------------- | --------------------- |
| 1.                    | Alexander Kristoff    | Norwegia              | Norwegia                           | 24 pkt                |
| 2.                    | Martin Laas           | Estonia               | Bora-Hansgrohe                     | 22 pkt                |
| 3.                    | Odd Christian Eiking  | Norwegia              | Intermarché-Wanty-Gobert Matériaux | 20 pkt                |
| 4.                    | Philipp Walsleben     | Niemcy                | Alpecin-Fenix                      | 17 pkt                |
| 5.                    | Niki Terpstra         | Holandia              | TotalEnergies                      | 17 pkt                |

| Klasyfikacja punktowa | Klasyfikacja punktowa | Klasyfikacja punktowa | Klasyfikacja punktowa              | Klasyfikacja punktowa |
| Kolarz                | Kolarz                | Państwo               | Drużyna                            | Punkty                |
| --------------------- | --------------------- | --------------------- | ---------------------------------- | --------------------- |
| 1.                    | Alexander Kristoff    | Norwegia              | Norwegia                           | 24 pkt                |
| 2.                    | Martin Laas           | Estonia               | Bora-Hansgrohe                     | 22 pkt                |
| 3.                    | Odd Christian Eiking  | Norwegia              | Intermarché-Wanty-Gobert Matériaux | 20 pkt                |
| 4.                    | Philipp Walsleben     | Niemcy                | Alpecin-Fenix                      | 17 pkt                |
| 5.                    | Niki Terpstra         | Holandia              | TotalEnergies                      | 17 pkt                |

| Klasyfikacja górska | Klasyfikacja górska | Klasyfikacja górska | Klasyfikacja górska | Klasyfikacja górska |
| Kolarz              | Kolarz              | Państwo             | Drużyna             | Punkty              |
| ------------------- | ------------------- | ------------------- | ------------------- | ------------------- |
| 1.                  | Fredrik Dversnes    | Norwegia            | Coop                | 21 pkt              |
| 2.                  | Niki Terpstra       | Holandia            | TotalEnergies       | 9 pkt               |
| 3.                  | Gleb Brusienski     | Kazachstan          | Astana-Premier Tech | 8 pkt               |
| 4.                  | Tore Andre Vabø     | Norwegia            | Team Coop           | 8 pkt               |
| 5.                  | Thomas Champion     | Francja             | Cofidis             | 7 pkt               |

| Klasyfikacja górska | Klasyfikacja górska | Klasyfikacja górska | Klasyfikacja górska | Klasyfikacja górska |
| Kolarz              | Kolarz              | Państwo             | Drużyna             | Punkty              |
| ------------------- | ------------------- | ------------------- | ------------------- | ------------------- |
| 1.                  | Fredrik Dversnes    | Norwegia            | Coop                | 21 pkt              |
| 2.                  | Niki Terpstra       | Holandia            | TotalEnergies       | 9 pkt               |
| 3.                  | Gleb Brusienski     | Kazachstan          | Astana-Premier Tech | 8 pkt               |
| 4.                  | Tore Andre Vabø     | Norwegia            | Team Coop           | 8 pkt               |
| 5.                  | Thomas Champion     | Francja             | Cofidis             | 7 pkt               |

| Klasyfikacja młodzieżowa | Klasyfikacja młodzieżowa | Klasyfikacja młodzieżowa | Klasyfikacja młodzieżowa | Klasyfikacja młodzieżowa |
| Kolarz                   | Kolarz                   | Państwo                  | Drużyna                  | Czas                     |
| ------------------------ | ------------------------ | ------------------------ | ------------------------ | ------------------------ |
| 1.                       | Victor Lafay             | Francja                  | Cofidis                  | 15h 04' 08"              |
| 2.                       | Samuele Battistella      | Włochy                   | Astana-Premier Tech      | + 14"                    |
| 3.                       | Andreas Leknessund       | Norwegia                 | Norwegia                 | + 23"                    |
| 4.                       | Jacob Eriksson           | Szwecja                  | Team Coop                | + 30"                    |
| 5.                       | Stefan de Bod            | Południowa Afryka        | Astana-Premier Tech      | + 55"                    |

| Klasyfikacja młodzieżowa | Klasyfikacja młodzieżowa | Klasyfikacja młodzieżowa | Klasyfikacja młodzieżowa | Klasyfikacja młodzieżowa |
| Kolarz                   | Kolarz                   | Państwo                  | Drużyna                  | Czas                     |
| ------------------------ | ------------------------ | ------------------------ | ------------------------ | ------------------------ |
| 1.                       | Victor Lafay             | Francja                  | Cofidis                  | 15h 04' 08"              |
| 2.                       | Samuele Battistella      | Włochy                   | Astana-Premier Tech      | + 14"                    |
| 3.                       | Andreas Leknessund       | Norwegia                 | Norwegia                 | + 23"                    |
| 4.                       | Jacob Eriksson           | Szwecja                  | Team Coop                | + 30"                    |
| 5.                       | Stefan de Bod            | Południowa Afryka        | Astana-Premier Tech      | + 55"                    |

| Klasyfikacja drużynowa | Klasyfikacja drużynowa    | Klasyfikacja drużynowa | Klasyfikacja drużynowa |
| Drużyna                | Drużyna                   | Państwo                | Czas                   |
| ---------------------- | ------------------------- | ---------------------- | ---------------------- |
| 1.                     | Astana-Premier Tech       | Kazachstan             | 45h 14' 35"            |
| 2.                     | Uno-X Pro Cycling Team    | Norwegia               | + 38"                  |
| 3.                     | Norwegia                  | Norwegia               | + 1' 09"               |
| 4.                     | Bingoal Pauwels Sauces WB | Belgia                 | + 1' 34"               |
| 5.                     | Delko                     | Francja                | + 1' 47"               |

| Klasyfikacja drużynowa | Klasyfikacja drużynowa    | Klasyfikacja drużynowa | Klasyfikacja drużynowa |
| Drużyna                | Drużyna                   | Państwo                | Czas                   |
| ---------------------- | ------------------------- | ---------------------- | ---------------------- |
| 1.                     | Astana-Premier Tech       | Kazachstan             | 45h 14' 35"            |
| 2.                     | Uno-X Pro Cycling Team    | Norwegia               | + 38"                  |
| 3.                     | Norwegia                  | Norwegia               | + 1' 09"               |
| 4.                     | Bingoal Pauwels Sauces WB | Belgia                 | + 1' 34"               |
| 5.                     | Delko                     | Francja                | + 1' 47"               |